# جون فرير

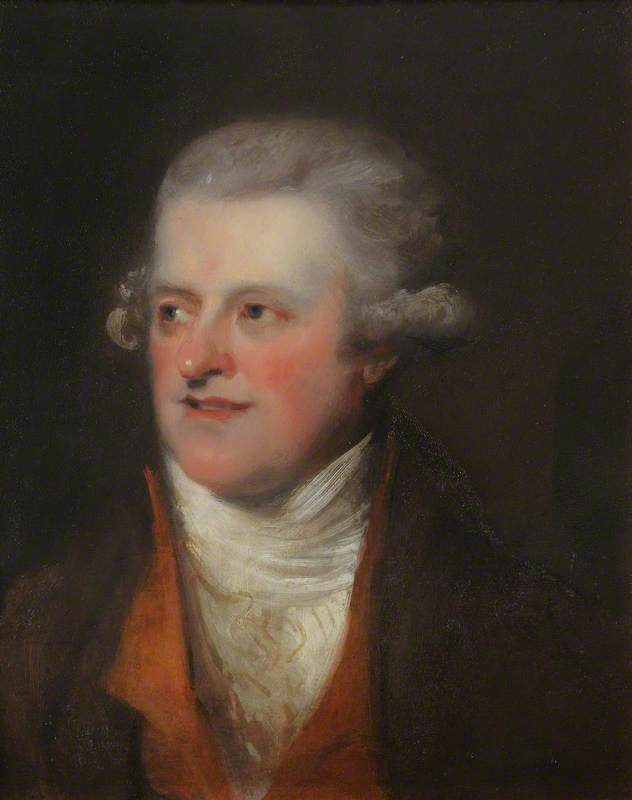
جون فرير، بقلم هنري والتون.

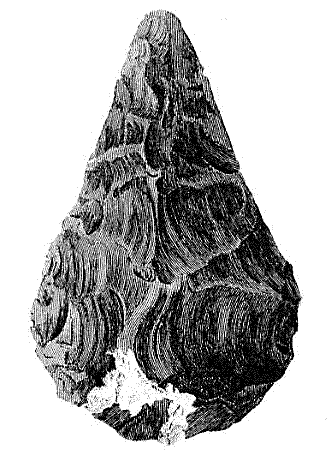
نقش على فأس من اكتشافات فرير.

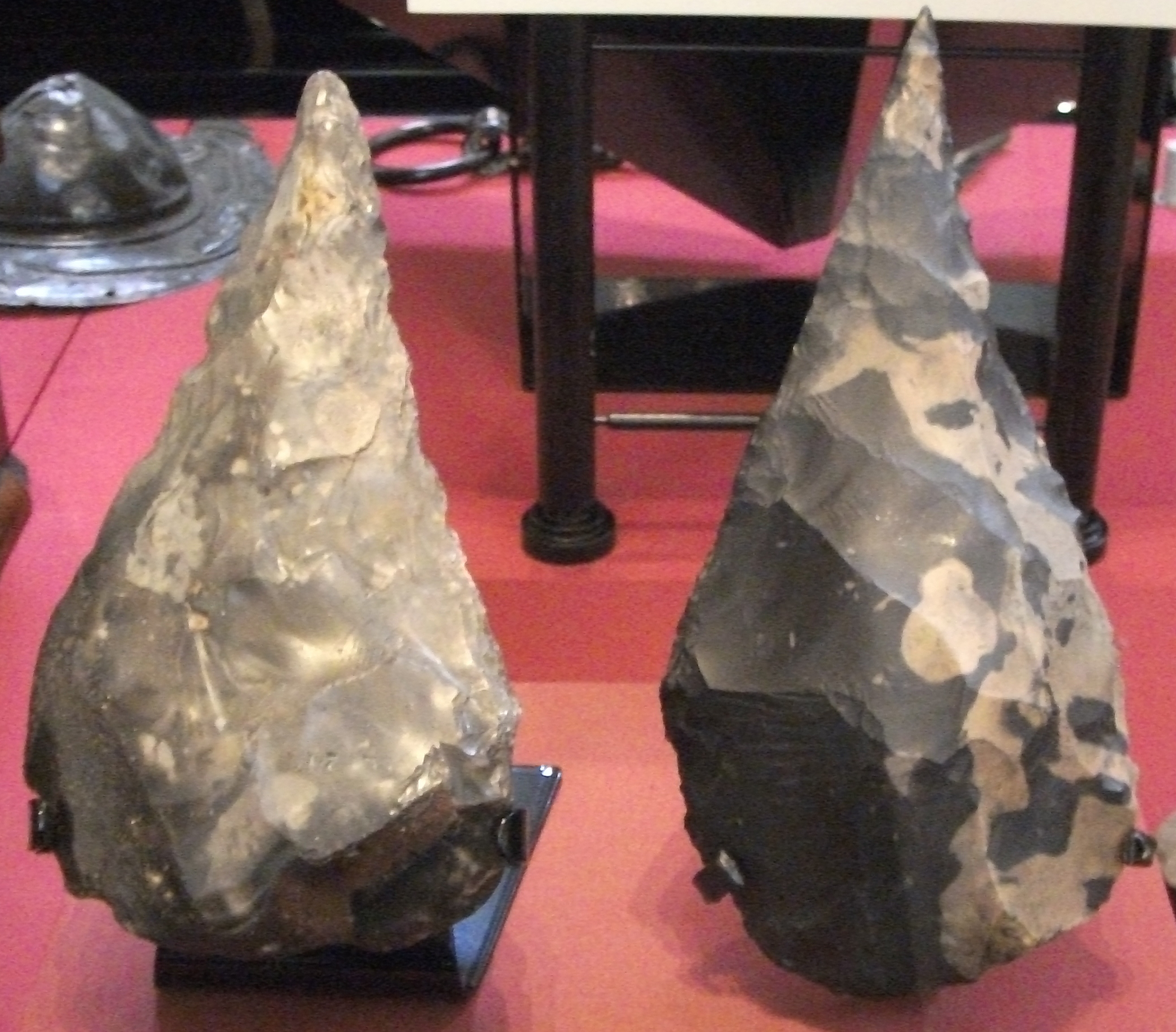
فأس حجرية من هوكسن (يمين) بجوار فأس حجرية من جرايز إن في المتحف البريطاني

جون فرير (بالإنجليزية: John Frere)‏ ولد يوم 10 غشت 1740، وتوفي يوم 12 يوليو 1807. كان عالما أثريًا إنجليزيًا ومكتشفًا رائدًا لأدوات العصر الحجري القديم أو العصر الحجري القديم السفلي. وكذلك اكتشاف الحيوانات الكبيرة المنقرضة في هوكسن، سوفولك في عام 1797.

## حياة

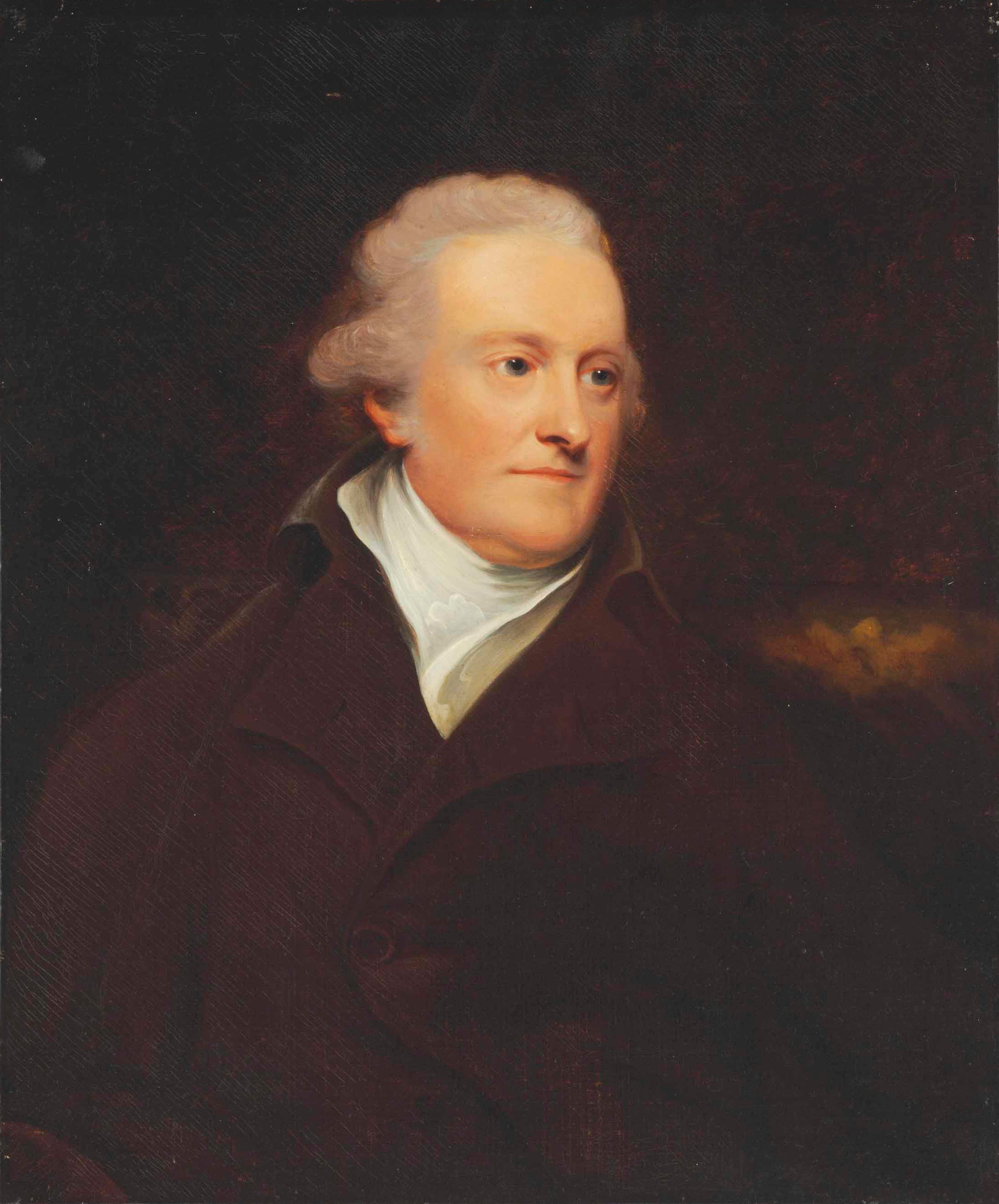
صورة لجون فرير.

ولد فرير في رويدون هول، بمقاطعة نورفك، والده هو شيبارد فرير و ووالدته سوزانا هاتلي. وكانت الكاتبة إلينور فين أخته. في عام 1766، حصل فرير على درجة الماجستير من كلية غنفيل وكيوس، بجامعة كامبريدج ، حيث حصل على مرتبة الشرف الأولى وتم انتخابه للزمالة.
شغل بعد ذلك العديد من المناصب السياسية وتم تعيينه عمدة لمدينة سوفولك للفترة من 1776 إلى 1777. تم انتخابه بعد ذلك عضوًا في البرلمان عن دوائر مدينة نورفك الانتخابية من عام 1799 إلى عام 1802.

## علم الأثار
اهتمام جون بالماضي، والذي بدأ عند مشاهدته أدوات حجرية مصنوعة في منجم للطين، دفع به ليصبح زميلاً في جمعية الآثاريين والجمعية الملكية لتحسين المعرفة الطبيعية في لندن، وكذلك لإجراء حفريات في موقع جنوب بلدة هوكسن، على بعد 8 كيلومترات شرقًا من منزله في رويدون بالقرب من ديس. كتب فرير رسالة إلى جمعية الآثار حول أدوات الحجر والعظام الكبيرة للحيوانات المنقرضة التي تم العثور عليها على عمق يقدر بحواليأربعة أمتار في حفرة حفرها عمال الطوب المحليين. وصف الأحجار المصقولة بأنها أسلحة حرب، تم صنعها واستخدامها من قبل شعب لم يكن لديهم استخدام للمعادن. وأكد أن الوضع الذي عُثر فيه على هذه الأسلحة قد يغري بربطها بفترة بعيدة جدا، حتى وإن كان ذلك أبعد من فترة العالم الحالي. بالإضافة إلى ذلك، وصف فرير بعناية تكوين الاكتشاف، مع الأدوات تقع أسفل ما يبدو أنه أرض بحرية قديمة، ومع ذلك ليست في موقع يمكن أن يكونوا قد تم نقلها إليه. وعلى الرغم من أن رسالة فرير قُرِئت رسميًا في الجمعية في 22 يونيو 1797، ونشرتها في عام 1800. إلا أن تفسيره كان متطرفًا بمعايير ذلك الوقت، لدرجة أنه تم تجاهله لستة عقود، حتى لاحظه العالم جون إيفانز. 
يعتبر موقع فرير الذي أكتشفه جنوب بلدة هوكسن، أحد أهم مواقع العصر الجليدي الأوسط في قارة أوروبا، بسبب ما لاحظه في رسالته حول تجاور القطع الأثرية وبقايا الحيوانات والأدلة حول طبقات الأرض. وأهميتها المزدوجة بالنسبة لعلم الإنسان القديم. حيث أظهرت وجود الإنسان في بريطانيا منذ حوالي 400 ألف سنة، وبالنسبة للجيولوجيا، يرجع تاريخها إلى مراحل العصر الجليدي الأوروبي العظيم والمعروف في بريطانيا باسم الهوكسنيان. 

## عائلة
تزوج جون فرير من السيدة جين هوكهام، ابنة جون هوكهام، في 12 يونيو سنة 1768. وقد أنجبا سبعة أبناء وبنتان:
- جون هوكهام فرير (1769–1846)، دبلوماسي وشاعر.
- إدوارد فرير (1770–1844)، مدير شركة كليداخ للحديد، والد السير هنري بارتل فرير. [8]
- جين فرير (1773–1829)، تزوجت من السير جون أوردي عام 1793.
- جورج فرير (1774–1854).
- ويليام فرير (1775–1836)، محامي، حاصل على ماجستير في كلية داونينج، كامبريدج.
- بارثولوميو فرير (1776–1851)، دبلوماسي.
- سوزانا فرير (1778–1839).
- جيمس هاتلي فرير (1779–1866)، كاتب في نبوءة الكتاب المقدس، من أسلاف ماري ليكي.
- تمبل فرير (1781–1859)، رجل دين، وقسيس رئيس البرلمان، وكاهن في كنيسة وستمنستر.